# Srážení (chemie)

Schéma srážení

Srážení či precipitace (latinsky praecipitatio – padající) je reakce, při níž v roztoku vzniká jedna nebo více pevných látek (sraženina nebo precipitát). Srážení lze také definovat jako vylučování rozpuštěné látky z roztoku. Ke srážení může dojít z několika důvodů: překročením rozpustnosti dané látky, odpařováním rozpouštědla, změnou pH nebo polarity rozpouštědla, přidáním srážecího činidla, změnou teploty nebo tlaku.
Při srážení dochází k vylučování sraženiny z roztoku ve formě amorfních vloček nebo krystalů. Po čase může dojít k vytvoření stabilnějších krystalů a jejich zvětšování do aglomerací (shluků) nebo sedimentů (usazenin).
Názvosloví týkající se srážení není úplně přesně vymezeno. Často se termín srážení zaměňuje s krystalizací. Jindy je krystalizace definována jako vylučování dobře rozpustných látek z nasycených roztoků a srážení je definováno jako vylučování málo rozpustných látek z nasycených roztoků.
Srážení je jednou ze separačních metod, tedy fyzikálně-chemických postupů spočívajících v oddělování (separování, izolování) složek.

## Postup srážení
Postup srážení se skládá ze tří stádií: nukleace, růst krystalů, aglomerace (shlukování).

### Nukleace
Nukleace je první stádium srážení. Dochází k ní například při smíchání roztoku se srážedlem. Nejprve se začnou utvářet zárodečná centra (nukleus, krystalické zárodky nebo centra). Jejich velikost je obvykle 10−5 až 10−7 m a jejich počet závisí na typu srážené látky. Nukleace se dělí na homogenní a heterogenní.
- Při homogenní nukleaci dochází ke srážení z přesyceného roztoku po překročení kritického stupně přesycení. Krystalizační centra mají v tomto případě stejné chemické složení než vznikající sraženina.

- Heterogenní nukleace může být způsobená nejrůznějšími částicemi již přítomnými v roztoku nebo vlastnostmi stěn nádoby. Krystalizační centra mají v tomto případě jiné chemické složení než vznikající sraženina. Heterogenní nukleace zpravidla nastává při nižším přesycení než homogenní.

### Růst krystalů
Růst krystalů je druhé stádium srážení. Dochází při něm k přirůstání dalších částic na krystalické zárodky a tím ke vzniku krystalické nebo amorfní sraženiny. Tato stádium se také nazývá stárnutí sraženiny a může probíhat různě podle typu látky:
- může trvat několik minut, ale také několik let
- při pomalém srážení málo koncentrovaným roztokem srážedla vzniká malý počet zárodků a tím se pozvolna tvoří čistá, krystalická sraženina
- při rychlém srážení koncentrovaným roztokem srážedla se vytváří jemná a často znečištěná sraženina
- čerstvé sraženiny jsou rozpustnější, zvláště u hydroxidů a sulfidů
- postupně se mění řada vlastností sraženiny (struktura, stechiometrické složení a rozpustnost)

### Aglomerace
Aglomerace je třetí stádium srážení, při kterém dochází k dalšímu shlukování sraženiny. Při tomto procesu může dojít ke vzniku amorfní nebo krystalické sraženiny. Částice tvořící sraženinu mohou být makroskopické o velikosti větší než je několik centimetrů nebo mikroskopické, koloidní zrakem těžko rozeznatelné.
- sraženina se může prostou gravitací usazovat (sedimentovat) nebo tvořit koloidy
- sedimentaci lze urychlit například vysokorychlostní odstředivkou (centrifugou)
- při aglomeraci často dochází k přechodu amorfní formy na krystalickou
- pro analytické účely jsou žádoucí sraženiny krystalické

## Využití srážení
- V kvalitativní analýze dokazuje vznik sraženiny přítomnost některých kationtů a aniontů.
- V odměrné analýze se při argentometrických titracích stanovují například iont Cl–, Br–, I–, CN– a SCN–
- Ve vážkové analýze (gravimetrii) se izoluje nerozpustná sraženina filtrací nebo odstředěním. Po promytí se žíhá na vážitelnou formu.
- Srážením se oddělují nežádoucí složky nebo znečištění zkoumaného vzorku látky.
- Koprecipitace (spolusrážení) je strhávání stanovované látky na vhodnou sraženinu.
- Turbidimetrie měří změny světelného záření roztokem, které nastávají v důsledku rozptylu světla na částicích sraženiny.
- Nefelometrie je metoda využívající speciálních optických vlastností koloidních disperzí.
- Speciální srážkové metody v biochemii zahrnují srážení organických látek pomocí síranu amonného, srážení PEG, srážení TCA (denaturace), srážení ethanolu a tepelné srážení. Vliv některých solí na rozpustnost odpovídajících organických sloučenin je charakterizován pomocí řady Hofmeister.
- Při čištění odpadních vod se kromě srážení často používá flokulace k odstranění koloidně rozpuštěných složek pomocí flokulantů nebo flokulačních pomůcek.